# سيمون كايزر
سيمون كايزر هو صحفي وسياسي سويسري، ولد في 24 أكتوبر 1828 في سويسرا، وتوفي في 27 مارس 1898. حزبياً، نشط في الحزب الديمقراطي الحر (سويسرا). وقد انتخب رئيس المجلس الوطني السويسري ‏.